# Dona nobis pacem (canon)
Accorde-nous la paix
Dona nobis pacem est un chant avec un texte en latin, souvent chanté comme un canon ou une ronde, (où chaque section commence par une nouvelle voix). 

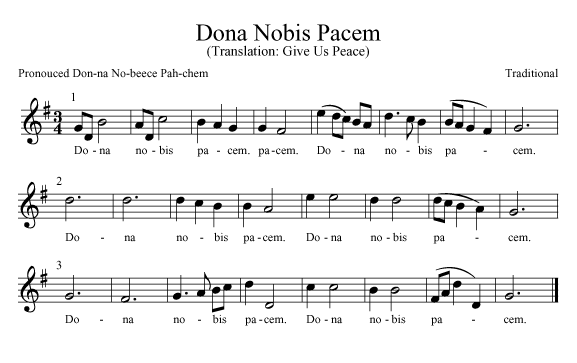
Partition de Dona nobis pacem.

Les mots, qui signifient « Accorde-nous la paix », proviennent d'une partie de l'Agnus Dei de la messe catholique latine. C'est l'invocation à l'Agneau de Dieu de faire miséricorde et d'accorder la paix aux fidèles. Elle aurait été introduite dans la messe par le pape Serge I en 687 et constitue la dernière phrase de la forme latine :
« Agnus Dei, qui tollis peccata mundi, miserere nobis.

Agnus Dei, qui tollis peccata mundi, miserere nobis.

Agnus Dei, qui tollis peccata mundi, dona nobis pacem. »
L'origine de la mélodie est inconnue (la plupart des hymnes la nomment « traditionnelle »). Elle est parfois attribuée à Mozart.